# Budapests 3:e distrikt
Budapests 3:e distrikt är en del av huvudstaden Budapest i Ungern. Antalet invånare är 123 723.